# Liste de personnalités nées à Lauzon

Liste des grands personnalités originaires de Lauzon (1910-1989) (aujourd'hui une section de Lévis).

## Administrateurs - hommes et femmes d'affaires
- Robert L'Herbier (né Robert Samson) (1921-2008). Chanteur et ancien vice-président de la programmation et de la production à la station CFTM-TV (Télé-Métropole/réseau TVA) de 1968 à 1986.

## Arts et culture
Acteurs 
- Raymond Bouchard (1945-). Il est né dans la paroisse Sainte-Bernadette-Soubirous de Lauzon et a vécu à Bienville, sur la rue Fagot. Il est un acteur qui a joué notamment dans La Grande Séduction en 2003.
- Stéphane Breton (1969-). Il est né sur la rue Saint-Joseph et il a grandi ensuite sur la rue Hypolite-Bernier.
- Richard Fréchette (1955-). Il est né dans la paroisse Sainte-Bernadette-Soubirous. Ce comédien a joué notamment dans plusieurs productions de Robert Lepage, il fut complice dans Les Insolences d'une caméra à la télévision et il joue aussi dans plusieurs téléromans et publicités.

Écrivains 
- Gaétan Brûlotte, (1945-). Adolescent, il étudia à l'école Saint-Dominique de Bienville, compléta son secondaire au Collège Jean-de-Brébeuf de Québec, pour ensuite se diriger à l'Ecole Normale Laval. Il obtint son doctorat en littérature française à l'Université de Paris. Il a enseigné la littérature au Cégep de Trois-Rivières, à l'Université du Québec à Trois-Rivières et dans des universités américaines. Il s'est mérité le prix Robert-Cliche  pour son premier roman: L'Emprise, en 1979[1], reçut le prix Adrienne-Choquette en 1981 et fut mis en nomination pour le prix Goncourt de La Nouvelle en France en 1989.
- Pierre Morency (1942-). Chevalier de l’Ordre des Arts et des Lettres de France, Officier de l'Ordre du Canada et Chevalier de l'Ordre national du Québec.

Musiciens (ou auteur-compositeur-interprète) 
- Jean Carignan (1916-1988). Célèbre violoneux reconnu mondialement pour le folklore irlandais et québécois. Membre de l'Ordre du Canada en 1974 et récipiendaire du Prix de musique Calixa-Lavallée en 1976.
- Mario Chenart (1961-2019). Auteur-compositeur-interprète. Récipiendaire du Félix auteur-compositeur de l’année et du Prix Québec-Wallonie-Bruxelles de la chanson pour son album « Boucler le siècle » en 1998.
- Robert L'Herbier (né Robert Samson) (1921-2008), né dans la paroisse Saint-Antoine de Bienville auteur-compositeur-interprète. Il est le premier chanteur québécois qui enregistra sur disque 45 tours.

## Médias: journaux, radio et télévision
Télévision 
- Robert L'Herbier (né Robert Samson) (1921-2008), (voir Administrateurs(trices) - hommes et femmes d'affaires).

## Politiciens
- Ghislain Lebel (1946-). Député du Bloc québécois de (1993-2002) et candidat dans la course à la chefferie du Parti québécois en 2005.
- Joseph Samson (1771-1843). Né à Saint-Joseph-de-la-Pointe-Lévy. Il fut député du comté de Dorchester et il appuyait le Parti patriote.
- Maurice Bourget (1907-1979). Député fédéral de 1940 à 1962, sénateur libéral de 1962 à 1966 et Président du Sénat canadien de 1963 à 1966.

## Religion
Les monseigneurs 
- Mgr Ignace Bourget (1799-1885). Il est né à Saint-Joseph-de-la-Pointe-Lévy (sur le Chemin Sainte-Hélène à Harlaka (Saint-Joseph-de-Lévis). Il fut le deuxième évêque de Montréal de 1840 à 1876.
- Mgr Jean Gagnon (1941-), né à Lauzon. Il fut le 9e évêque du Diocèse de Gaspé (2002-2016).

## Sports
Course automobile 
- Jacques Duval (1934-2024). Il est né dans la paroisse Saint-Antoine de Bienville. Célèbre coureur automobile, animateur, chroniqueur de musique et chroniqueur automobile.

Hockey professionnel (LHJMQ, AMH, LNH) 
La LNH 
- André Lacroix (1945-). Ancien joueur de hockey dans la LNH et l'AMH. Il est le meilleur pointeur de l'histoire de l'AMH avec, entre autres, les Blazers de Philadelphie, les Mariners de San Diego, les Aeros de Houston et les Whalers de la Nouvelle-Angleterre. Il a joué dans la LNH avec les Flyers de Philadelphie, les Black Hawks de Chicago et les Whalers de Hartford. Il a joué notamment avec Gordie Howe et Bobby Hull dans la LNH. Il a joué son hockey pee-wee, bantam et midget à l'école Saint-Dominique de Bienville.

## Sources
- Archives de la Société d'histoire de Lévis.
- Cournoyer, Jean. Le petit Jean. Dictionnaire des noms propres du Québec, Stanké. Montréal, 1993, p. 298.
- Dictionnaire biographique du Canada en ligne